# Cinquantena legislatura de la Cambra de Representants de Nova Zelanda
La cinquantena legislatura de la Cambra de Representants de Nova Zelanda fou elegida en les eleccions generals de 2011. Té 121 membres (120 escons i un escó sobresortit), i es reunirà entre el desembre de 2011 i el desembre de 2014 com a màxim, seguida per les eleccions generals de 2014. El primer cop que es reuní la cinquantena legislatura fou el 20 de desembre de 2011, en què els membres van fer un jurament i Lockwood Smith fou elegit com a portaveu de la Cambra de Representants. John Key començà el seu segon termini com a primer ministre i liderarà el cinquè govern del Partit Nacional.
La cinquantena legislatura fou elegida usant el sistema electoral de representació proporcional mixta. Els diputats representen 70 circumscripcions electorals: 47 a l'illa del Nord, 16 a l'illa del Sud i 7 circumscripcions maoris. Els altres 51 diputats són diputats de llista pels seus partits respectius elegits usant el mètode Sainte-Laguë per fer que els vots de l'electorat neozelandès fossin proporcionals.

## Fronteres electorals de la cinquantena legislatura

Fronteres electorals de la cinquantena legislatura amb els resultats de les eleccions de 2011

La Comissió de Representació, una subcomissió de la Comissió Electoral, té la tasca de revisar les fronteres electorals cada cinc anys després de cada cens neozelandès. L'última revisió tingué lloc el 2007 després del cens de 2006, i les fronteres electorals determinades aleshores van ser les fronteres electorals per a les circumscripcions electorals en les eleccions de 2008 i 2011.
El cens següent s'esperava que tingués lloc el 8 de març de 2011, però va ser cancel·lat degut a les conseqüències del terratrèmol de Christchurch de 22 de febrer de 2011. La nova data pel cens és el 5 de març de 2013, i si la pròxima elecció té lloc cap al final de 2014 (com s'espera), això serà suficient temps per a revisar les fronteres de les circumscripcions electorals per a la cinquanta-unena legislatura.

## Eleccions generals de 2011
Resultat de les eleccions a la Cambra de Representants de Nova Zelanda del 26 de novembre de 2011
| Partit                            | Partit                            | Vots      | % de vots | % de vots | Escons         | Escons    | Escons    | Escons    |
| Partit                            | Partit                            | Vots      | %         | Canvi     | Circumscripció | Llista    | Total     | Canvi     |
| --------------------------------- | --------------------------------- | --------- | --------- | --------- | -------------- | --------- | --------- | --------- |
|                                   | Nacional                          | 1.058.636 | 47,31     | +2,38     | 42             | 17        | 59        | +1        |
|                                   | Laborista                         | 614.937   | 27,48     | -6,50     | 22             | 12        | 34        | -9        |
|                                   | Verd                              | 247.372   | 11,06     | +4,33     | 0              | 14        | 14        | +5        |
|                                   | NZ Primer                         | 147.544   | 6,59      | +2,53     | 0              | 8         | 8         | +8        |
|                                   | Maori                             | 31.982    | 1,43      | -0,96     | 3              | 0         | 3         | -2        |
|                                   | Mana                              | 24.168    | 1,08      | +1,08     | 1              | 0         | 1         | +1        |
|                                   | ACT                               | 23.889    | 1,07      | -2,58     | 1              | 0         | 1         | -4        |
|                                   | Unit Futur                        | 13.443    | 0,60      | -0,27     | 1              | 0         | 1         | ±0        |
|                                   | altres partits                    | 75.493    | 3,37      | -3,17     | 0              | 0         | 0         | -1        |
| total                             | total                             | 2.237.464 | 100,00    |           | 70             | 51        | 121       | -1        |
|                                   |                                   |           |           |           |                |           |           |           |
| vots per partit rebutjats         | vots per partit rebutjats         | 19.872    |           |           |                |           |           |           |
| vots especials rebutjats          | vots especials rebutjats          | 21.263    |           |           |                |           |           |           |
| vots ordinaris rebutjats          | vots ordinaris rebutjats          | 390       |           |           |                |           |           |           |
| total de vots realitzats          | total de vots realitzats          | 2.278.989 |           |           |                |           |           |           |
| participació electoral            | participació electoral            | 74,21%    | 74,21%    | 74,21%    | 74,21%         | 74,21%    | 74,21%    | 74,21%    |
| ciutadans totals amb dret a votar | ciutadans totals amb dret a votar | 3.070.847 | 3.070.847 | 3.070.847 | 3.070.847      | 3.070.847 | 3.070.847 | 3.070.847 |

## Diputats

### Partit Nacional (59)
El Partit Nacional va rebre el 47,31% del vot, el qual els donava 59 escons. Ja que el partit guanyà en 42 circumscripcions, uns 17 diputats de llista addicionals van esdevenir diputats a través de la llista electoral del partit. Nou nous diputats del partit van ser elegits, sis de circumscripcions electorals i tres de la llista del partit. Cinquanta diputats de la quaranta-novena legislatura van ser reelegits.
|                            | Nom                 | Circumscripció (llista si en blanc) | Termini com a diputat | Càrrecs i responsabilitats |
| -------------------------- | ------------------- | ----------------------------------- | --------------------- | --- |
|                            | David Carter        |                                     | 1994-                 | - Portaveu de la Cambra de Representants (des de gener de 2013) - Ministre de la Indústria Primària (fins a gener de 2013) - Ministre de Govern Local (des d'abril de 2012 fins a gener de 2013) |
| Ministres al gabinet       |                     |                                     |                       | |
|                            | John Key            | Helensville                         | 2002-                 | - Primer Ministre - Ministre de Turisme - Ministre Responsable de Càrrecs Ministerials - Ministre Encarregat del Servei d'Intel·ligència de Seguretat de Nova Zelanda - Líder del Partit Nacional |
|                            | Bill English        | Clutha-Southland                    | 1990-                 | - Viceprimer Ministre de Nova Zelanda - Ministre de Finança - Ministre de Reforma Regulatòria (des de l'octubre de 2013) - Líder Segon del Partit Nacional |
|                            | Gerry Brownlee      | Ilam                                | 1996-                 | - Líder de la Cambra de Representants - Ministre per la Recuperació del Terratrèmol de Canterbury - Ministre de Transport - Ministre Responsable per la Comissió del Terratrèmol |
|                            | Steven Joyce        |                                     | 2008-                 | - Ministre de Desenvolupament Econòmic - Ministre de Ciència i Innovació - Ministre d'Educació Terciària, Habilitats i Ocupació - Ministre d'Empreses Petites (des de l'octubre de 2013) - Ministre Segon de Finança |
|                            | Judith Collins      | Papakura                            | 2002-                 | - Ministra de Justícia - Ministra de Danys Personals - Ministra d'Afers Ètnics |
|                            | Tony Ryall          | Bay of Plenty                       | 1990-                 | - Ministre de Salut - Ministre de Béns Públics |
|                            | Hekia Parata        |                                     | 2008-                 | - Ministra d'Educació - Ministra d'Afers d'Illencs Pacífics |
|                            | Chris Finlayson     |                                     | 2005-                 | - Fiscal General - Ministre de Negociacions del Tractat de Waitangi - Ministre de Cultura, Art i Patrimoni - Ministre Segon d'Afers Maoris |
|                            | Paula Bennett       | Waitakere                           | 2005-                 | - Ministra de Desenvolupament Social - Ministra Segona d'Habitatges (des del gener de 2013) - Ministra d'Afers Joves (fins al gener de 2013) |
|                            | Jonathan Coleman    | Northcote                           | 2005-                 | - Ministre de Defensa - Ministre de Serveis Estatals - Ministre Segon de Finança |
|                            | Murray McCully      | East Coast Bays                     | 1987-                 | - Ministre d'Afers Exteriors - Ministre d'Esport i Recreació |
|                            | Anne Tolley         | East Coast                          | 1999-2002; 2005-      | - Ministra de Policia - Ministra de Correccions - Líder Segona de la Cambra de Representants |
|                            | Nick Smith          | Nelson                              | 1990-                 | - Ministre de Conservació (des del gener de 2013) - Ministre d'Habitatges (des del gener de 2013) - Ministre del Medi Ambient (fins al març de 2012) - Ministre del Canvi Climàtic (fins al març de 2012) - Ministre de Govern Local (fins al març de 2012)                                                                       |
|                            | Tim Groser          |                                     | 2005-                 | - Ministre de Comerç - Ministre del Canvi Climàtic (des de l'abril de 2012) - Ministre Segon d'Afers Exteriors - Ministre Responsable per Negociacions Internacionals sobre el Canvi Climàtic (fins a l'abril de 2012) |
|                            | Amy Adams           | Selwyn                              | 2008-                 | - Ministra del Medi Ambient (des de l'abril de 2012) - Ministra de les Tecnologies de la Informació i la Comunicació - Ministra Segona per la Recuperació del Terratrèmol de Canterbury - Ministra d'Afers Interiors (fins a l'abril de 2012)                                                                                     |
|                            | Nathan Guy          | Ōtaki                               | 2005-                 | - Ministre de la Indústria Primària (des del gener de 2013) - Ministre de Carreres - Ministre d'Immigració (fins al gener de 2013) - Ministre d'Afers dels Veterans (fins al gener de 2013) - Ministre Segon de la Indústria Primària (fins al gener de 2013)                                                                     |
|                            | Craig Foss          | Tukituki                            | 2005-                 | - Ministre de Negocis - Ministre d'Afers dels Consumidors (des del gener de 2013) - Ministre de Radidifusió - Ministre Segon de Danys Personals - Ministre Segon d'Educació (fins al gener de 2013) |
|                            | Chris Tremain       | Napier                              | 2005-                 | - Ministre d'Afers Interiors (des de l'abril de 2012) - Ministre de Govern Local - Ministre Segon de Turisme - Ministre de Defensa Civil (fins al gener de 2013) - Ministre d'Afers dels Consumidors (fins a l'abril de 2012) - Ministre Segon de Transport (fins a l'abril de 2012)                                              |
|                            | Simon Bridges       | Tauranga                            | 2008-                 | - Ministre d'Energia i Recursos (des del gener de 2013) - Ministre de Treball (des del gener de 2013) - Ministre Segon del Canvi Climàtic (des del gener de 2013) - Ministre d'Afers dels Consumidors (des de l'abril de 2012 fins al gener de 2013) - Ministre Segon de Transport (des de l'abril de 2012 fins al gener de 2013) |
|                            | Nikki Kaye          | Auckland Central                    | 2008-                 | - Ministra de Seguretat Alimentària (des del gener de 2013) - Ministra de Defensa Civil (des del gener de 2013) - Ministra d'Afers Joves (des del gener de 2013) - Ministra Segona d'Educació (des del gener de 2013) - Ministra Segona d'Immigració (des del gener de 2013)                                                      |
| Ministres fora del gabinet |                     |                                     |                       | |
|                            | Maurice Williamson  | Pakuranga                           | 1987-                 | - Ministre de Construcció - Ministre de Duanes - Ministre d'Informació Geogràfica - Ministre d'Estadística |
|                            | Jo Goodhew          | Rangitata                           | 2005-                 | - Ministra pel Sector Comunitari i Voluntari - Ministra pels Ciutadans d'Edat Avançada - Ministra d'Afers de les Dones - Ministra Segona de Salut - Ministra Segona de la Indústria Primària (des del gener de 2013) |
|                            | Chester Borrows     | Whanganui                           | 2005-                 | - Ministre de les Corts Judicials - Ministre Segon de Justícia - Ministre Segon de Desenvolupament Social |
|                            | Michael Woodhouse   |                                     | 2008-                 | - Ministre d'Immigració (des del gener de 2013) - Ministre d'Afers dels Veterans (des del gener de 2013) - Ministre Segon de Transport (des del gener de 2013) - Líder Major (Senior Whip) |
|                            | Todd McClay         | Rotorua                             | 2008-                 | - Ministre de Rèdit (des del juny de 2013) - Ministre Segon de Salut (des del juny de 2013) |
| Diputats                   |                     |                                     |                       | |
|                            | Eric Roy            | Invercargill                        | 1993-2002; 2005-      | - Líder Segon Portaveu de la Cambra de Representants |
|                            | Lindsay Tisch       | Waikato                             | 1999-                 | - Líder Assistent Portaveu de la Cambra de Representants |
|                            | Louise Upston       | Taupō                               | 2008-                 | - Líder Menor (Junior Whip) |
|                            | Melissa Lee         |                                     | 2008-                 | - Ministra Secretària d'Afers Ètnics |
|                            | John Hayes          | Wairarapa                           | 2005-                 | - Ministre Secretari d'Afers Estrangers |
|                            | Shane Ardern        | Taranaki-King Country               | 1998-                 | |
|                            | Chris Auchinvole    |                                     | 2005-                 | |
|                            | Kanwal Singh Bakshi |                                     | 2008-                 | |
|                            | Maggie Barry        | North Shore                         | 2011-                 | |
|                            | David Bennett       | Hamilton East                       | 2005-                 | |
|                            | Cam Calder          |                                     | 2009-                 | |
|                            | Jacqui Dean         | Waitaki                             | 2005-                 | |
|                            | Paul Foster-Bell    |                                     | 2013-                 | |
|                            | Paul Goldsmith      |                                     | 2011-                 | |
|                            | Claudette Hauiti    |                                     | 2013-                 | |
|                            | Tau Henare          |                                     | 1993-1999; 2005-      | |
|                            | Phil Heatley        | Whangarei                           | 1999-                 | - Ministre d'Energia i Recursos (fins al gener de 2013) - Ministre d'Habitatges (fins al gener de 2013) |
|                            | Paul Hutchison      | Hunua                               | 1999-                 | |
|                            | Colin King          | Kaikōura                            | 2005-                 | |
|                            | Sam Lotu-Iiga       | Maungakiekie                        | 2008-                 | |
|                            | Tim Macindoe        | Hamilton West                       | 2008-                 | |
|                            | Ian McKelvie        | Rangitīkei                          | 2011-                 | |
|                            | Mark Mitchell       | Rodney                              | 2011-                 | |
|                            | Alfred Ngaro        |                                     | 2011-                 | |
|                            | Simon O'Connor      | Tāmaki                              | 2011-                 | |
|                            | Jami-Lee Ross       | Botany                              | 2011-                 | |
|                            | Mike Sabin          | Northland                           | 2011-                 | |
|                            | Katrina Shanks      |                                     | 2007-                 | |
|                            | Scott Simpson       | Coromandel                          | 2011-                 | |
|                            | Nicky Wagner        | Christchurch Central                | 2005-                 | |
|                            | Kate Wilkinson      | Waimakariri                         | 2005-                 | - Ministra de Conservació (fins al gener de 2013) - Ministra de Treball (fins al gener de 2013) - Ministra de Seguretat Alimentària (fins al gener de 2013) - Ministra Segona d'Immigració (fins al gener de 2013) |
|                            | Jian Yang           |                                     | 2011-                 | |
|                            | Jonathan Young      | New Plymouth                        | 2008-                 | |
| Exdiputats                 |                     |                                     |                       | |
|                            | Jackie Blue         |                                     | 2005-2013             | |
|                            | Aaron Gilmore       |                                     | 2008-2011; 2013       | |
|                            | Lockwood Smith      |                                     | 1984-2013             | - Portaveu de la Cambra de Representants (fins a gener de 2013) |

### Partit Laborista (34)
El Partit Laborista va rebre el 27,48% del vot, el qual els donava 34 escons. Ja que el partit guanyà en 22 circumscripcions, uns 12 diputats addicionals van esdevenir diputats a través de la llista electoral del partit. Quatre nous diputats van ser elegits, tres de circumscripcions electorals i un de la llista del partit. Trenta diputats de la quaranta-novena legislatura van ser reelegits.
|                       | Nom                | Circumscripció (llista si en blanc) | Termini com a diputat | Càrrecs i responsabilitats |
| --------------------- | ------------------ | ----------------------------------- | --------------------- | --- |
| Gabinet de l'oposició |                    |                                     |                       | |
|                       | David Cunliffe     | New Lynn                            | 1999-                 | - Líder de l'Oposició (des del setembre de 2013) - Líder del Partit Laborista (des del setembre de 2013) - Portaveu pel Servei d'Intel·ligència de Seguretat de Nova Zelanda (des del setembre de 2013) - Portaveu pel Desenvolupament Regional (des del setembre de 2013) - Portaveu per les Tecnologies de la Informació i la Comunicació (des del setembre de 2013) - Portaveu pel Desenvolupament Econòmic (fins al setembre de 2013) - Portaveu Segon per la Finança (fins al setembre de 2013)                                        |
|                       | David Parker       |                                     | 2002-                 | - Líder Segon del Partit Laborista (des del setembre de 2013) - Portaveu per la Finança - Fiscal General de l'Oposició (des del setembre de 2013) |
|                       | Grant Robertson    | Wellington Central                  | 2008-                 | - Líder de la Cambra de Representants de l'Oposició (des del setembre de 2013) - Portaveu per l'Educació Terciària, Habilitats i Formació - Portaveu Segon per l'Art, Cultura i Patrimoni (des del setembre de 2013) - Portaveu Segon pel Servei d'Intel·ligència de Seguretat de Nova Zelanda (des del setembre de 2013) - Líder Segon del Partit Laborista (fins al setembre de 2013) - Portaveu pel Medi Ambient (fins al setembre de 2013)                                                                                              |
|                       | Annette King       | Rongotai                            | 1984-1990; 1993-      | - Portaveu per la Salut (des del setembre de 2013) - Portaveu pels Habitatges i Govern Local (fins al setembre de 2013) |
|                       | Shane Jones        |                                     | 2005-                 | - Portaveu pel Desenvolupament Econòmic (des del setembre de 2013) - Portaveu pels Afers Maoris (des del setembre de 2013) - Portaveu per la Silvicultura (des del setembre de 2013) - Portaveu per la Construcció (des del setembre de 2013) - Portaveu Segon per la Pesca (des del setembre de 2013) - Portaveu Segon per la Finança (des del setembre de 2013) - Portaveu per Desenvolupament Regional, Desenvolupament Econòmic Maori i Pesca (fins al setembre de 2013) - Portaveu Assistent per la Finança (fins al setembre de 2013) |
|                       | Jacinda Ardern     |                                     | 2008-                 | - Portaveu pels Infants (des del setembre de 2013) - Portaveu per la Policia (des del setembre de 2013) - Portaveu per les Correccions (des del setembre de 2013) - Portaveu per l'Art, Cultura i Patrimoni (des del setembre de 2013) - Portaveu pel Desenvolupament Social (fins al setembre de 2013) |
|                       | Clayton Cosgrove   |                                     | 1999-                 | - Portaveu pels Béns Públics - Portaveu pel Comerç - Portaveu per la Comissió Sísmica (des del setembre de 2013) - Portaveu Assistent per la Finança - Portaveu per Empreses Petites i Negocis Comercials (fins al setembre de 2013) |
|                       | Chris Hipkins      | Rimutaka                            | 2008-                 | - Portaveu per l'Educació (des del setembre de 2013) - Portaveu per l'Educació Infantil (des del setembre de 2013) - Líder Major (Senior Whip) (fins al setembre de 2013) - Portaveu pels Serveis Estatals (fins al setembre de 2013) - Portaveu Associat per l'Educació (fins al setembre de 2013) |
|                       | Nanaia Mahuta      | Hauraki-Waikato                     | 1996-                 | - Portaveu per les Negociacions del Tractat de Waitangi (des del setembre de 2013) - Portaveu pel Desenvolupament Maori (des del setembre de 2013) - Portaveu Segona pel Desenvolupament Regional (des del setembre de 2013) - Portaveu Segona per la Innovació, Recerca i Desenvolupament (des del setembre de 2013) - Portaveu per l'Educació (fins al setembre de 2013) - Portaveu Segon pels Afers Maoris (fins al setembre de 2013) |
|                       | Sue Moroney        |                                     | 2005-                 | - Portaveu pel Desenvolupament Social (des del setembre de 2013) - Portaveu per l'Educació Primària i Afers de les Dones (fins al setembre de 2013) |
|                       | Phil Twyford       | Te Atatū                            | 2008-                 | - Portaveu pels Habitatges (des del setembre de 2013) - Portaveu per Auckland (des del setembre de 2013) - Portaveu Segon pel Medi Ambiental Urbà (des del setembre de 2013) - Portaveu pel Transport i Auckland (fins al setembre de 2013) - Portaveu Segon pel Medi Ambient (fins al setembre de 2013) |
|                       | Maryan Street      |                                     | 2005-                 | - Portaveu pels Serveis Estatals (des del setembre de 2013) - Portaveu pel Control d'Armes - Portaveu Segona pels Afers Exteriors (des del setembre de 2013) - Portaveu per la Salut (fins al setembre de 2013) - Portaveu Segona pels Afers Estrangers (fins al setembre de 2013) |
|                       | David Shearer      | Mount Albert                        | 2009-                 | - Portaveu pels Afers Exteriors (des del setembre de 2013) - Portaveu per l'Energia i Recursos (des del setembre de 2013) - Líder de l'Oposició (fins al setembre de 2013) - Líder del Partit Laborista (fins al setembre de 2013) - Portaveu pel Servei d'Intel·ligència de Seguretat de Nova Zelanda (fins al setembre de 2013) - Portaveu per Ciència i Innovació (fins al setembre de 2013) |
|                       | Su'a William Sio   | Mangere                             | 2008-                 | - Portaveu pels Afers dels Illencs Pacífics - Portaveu per la Religió - Portaveu pel Govern Local (des del setembre de 2013) - Portaveu Segon pel Desenvolupament Social (des del setembre de 2013) - Portaveu per l'Ocupació (fins al setembre de 2013) - Portaveu Associat pels Afers Estrangers (fins al setembre de 2013) |
|                       | Phil Goff          | Mount Roskill                       | 1981-1990; 1993-      | - Portaveu per la Defensa (des del setembre de 2013) - Portaveu pels Negocis (des del setembre de 2013) - Portaveu pels Afers Ètnics (des del setembre de 2013) - Portaveu pels Afers Veterans (des del setembre de 2013) - Portaveu Segon pels Afers Exteriors (des del setembre de 2013) - Portaveu pels Afers Estrangers i Comerç (fins al setembre de 2013) |
|                       | Louisa Wall        | Manurewa                            | 2008; 2011-           | - Portaveu pel Sector Voluntari i Comunitari - Portaveu pels Afers Joves (des del setembre de 2013) - Portaveu Segona pel Desenvolupament Social (des del setembre de 2013) - Portaveu Segona per l'Esport i Recreació (des del setembre de 2013) - Portaveu Segona pel Sud d'Auckland (des del setembre de 2013) - Portaveu per l'Esport i Recreació (fins al setembre de 2013) |
|                       | Andrew Little      |                                     | 2011-                 | - Portaveu per la Justícia (des del setembre de 2013) - Portaveu pel Treball (des del setembre de 2013) - Portaveu pels Danys Personals (fins al setembre de 2013) |
|                       | Moana Mackey       |                                     | 2003-                 | - Portaveu per l'Energia i el Canvi Climàtic - Portaveu per la Ciència (des del setembre de 2013) - Portaveu Segona per la Salut (des del setembre de 2013) |
|                       | Damien O'Connor    | West Coast-Tasman                   | 1993-2008; 2009-      | - Portaveu per la Indústria Primària i Seguretat Alimentària - Portaveu per la Pesca (des del setembre de 2013) - Portaveu per la Bioseguretat (des del setembre de 2013) |
|                       | David Clark        | Dunedin North                       | 2011-                 | - Portaveu pel Rèdit - Portaveu pels Negocis Petits (des del setembre de 2013) - Portaveu Segon per la Finança (des del setembre de 2013) - Portaveu Segon per la Salut - Portaveu Segon per l'Educació Terciària (fins al setembre de 2013) |
|                       | Iain Lees-Galloway | Palmerston North                    | 2008-                 | - Portaveu pels Danys Personals (des del setembre de 2013) - Portaveu Segon per la Salut - Portaveu per la Defensa, Transport Segur i Afers dels Veterans (fins al setembre de 2013) |
|                       | Kris Faafoi        | Mana                                | 2010-                 | - Portaveu per la Radifusió (des del setembre de 2013) - Portaveu Segon pels Afers dels Illencs Pacífics (des del setembre de 2013) - Portaveu Segon per les Tecnologies de la Informació i la Comunicació (des del setembre de 2013) - Portaveu per la Policia i Duanes (fins al setembre de 2013) - Portaveu Segon per la Salut (fins al setembre de 2013) |
|                       | Carol Beaumont     |                                     | 2008-2011; 2013-      | - Portaveu pels Afers dels Consumidors - Portaveu pels Afers de les Dones (des del setembre de 2013) - Portaveu Segona pel Treball |
|                       | Megan Woods        | Wigram                              | 2011-                 | - Portaveu per la Innovació, Recerca i Desenvolupament (des del setembre de 2013) - Portaveu Segona pel Transport (des del setembre de 2013) - Portaveu Segona per l'Educació a Christchurch (des del setembre de 2013) - Portaveu Segona per l'Educació Terciària (des del setembre de 2013) - Portaveu pels Afers Joves (fins al setembre de 2013) - Portaveu Segona per la Ciència i la Innovació (fins al setembre de 2013) |
|                       | Darien Fenton      |                                     | 2005-                 | - Portaveu pel Transport (des del setembre de 2013) - Portaveu pel Turisme (des del setembre de 2013) - Portaveu Segona pel Treball (des del setembre de 2013) - Portaveu Segona per l'Art, Cultura i Patrimoni (des del setembre de 2013) - Portaveu Segona per la Immigració (des del setembre de 2013) - Líder Menor (Junior Whip) (fins al setembre de 2013) - Portaveu Laboral i per la Immigració (fins al setembre de 2013) |
| Diputats              |                    |                                     |                       | |
|                       | Ross Robertson     | Manukau East                        | 1987-                 | - Portaveu Segon de la Cambra de Representants de l'Oposició - Portaveu per Carreres - Portaveu Segon pel Control d'Armes |
|                       | Trevor Mallard     | Hutt South                          | 1984-1990; 1993-      | - Portaveu pels Afers Interiors (des del setembre de 2013) - Portaveu per l'Esport i Recreació (des del setembre de 2013) - Portaveu per la Copa Amèrica - Portaveu Associat per la Finança - Líder de la Cambra de Representants de l'Oposició (fins al setembre de 2013) |
|                       | Ruth Dyson         | Port Hills                          | 1993-                 | - Portaveu per la Conservació - Portaveu pels Ciutadans d'Edat Avançada - Portaveu pels Ciutadans amb Discapacitats (des del setembre de 2013) - Portaveu pel Millorament Postterratrèmol de Canterbury (des del setembre de 2013) - Portaveu Segona per la Informació Geològica (des del setembre de 2013) - Portaveu pels Afers Interns (fins al setembre de 2013) |
|                       | Clare Curran       | Dunedin South                       | 2008-                 | - Portaveu pel Govern Obert - Portaveu per la Defensa Civil (des del setembre de 2013) - Portaveu Segona pel Desenvolupament Regional (des del setembre de 2013) - Portaveu per les Tecnologies de la Informació i la Comunicació, Radifusió i Afers dels Discapacitats (fins al setembre de 2013)'' |
|                       | Rajen Prasad       |                                     | 2008-                 | - Portaveu per la Immigració (des del setembre de 2013) - Portaveu Segon pels Afers Ètnics (des del setembre de 2013) - Portaveu pels Afers Ètnics (fins al setembre de 2013) - Portaveu Segon pel Desenvolupament Social (fins al setembre de 2013) |
|                       | Raymond Huo        |                                     | 2008-                 | - Portaveu per l'Estadística (des del setembre de 2013) - Portaveu Segon per la Justícia (des del setembre de 2013) - Portaveu Segon per la Construcció (des del setembre de 2013) - Portaveu per la Construcció i Informació Geològica (fins al setembre de 2013) |
|                       | Rino Tirikatene    | Te Tai Tonga                        | 2011-                 | - Portaveu per les Duanes (des del setembre de 2013) - Portaveu Segon pels Afers Maoris (des del setembre de 2013) - Portaveu Segon per la Silvicultura (des del setembre de 2013) - Portaveu Segon pels Negocis Petits (des del setembre de 2013) - Portaveu pel Turisme (fins al setembre de 2013) |
|                       | Meka Whaitiri      | Ikaroa-Rāwhiti                      | 2013-                 | - Portaveu per l'Aigua (des del setembre de 2013) - Portaveu Segona pel Govern Local (des del setembre de 2013) - Portaveu Segona per la Indústria Primària |
| Exdiputats            |                    |                                     |                       | |
|                       | Charles Chauvel    |                                     | 2006-2013             | - Fiscal General de l'Oposició - Portaveu per la Justícia, Corts, Correccions, Arts, Cultura i Patrimoni |
|                       | Lianne Dalziel     | Christchurch East                   | 1990-2013             | - Portaveu pel Terratrèmol de Canterbury, Defensa Civil, Gestió d'Emergències, Comissió del Terratrèmol, Drets dels Consumidors i Normes - Portaveu Segona per la Justícia |
|                       | Parekura Horomia   | Ikaroa-Rāwhiti                      | 1999-2013             | - Portaveu pels Afers Maoris i les Negociacions del Tractat de Waitangi |

### Partit Verd (14)
El Partit Verd va rebre l'11,06% del vot, el qual els donava 14 escons. Ja que el partit no guanyà en cap circumscripció, tots els diputats van ser diputats de llista. Set nous diputats del partit van ser elegits. Set diputats de la quaranta-novena legislatura van ser reelegits.
|  | Nom                 | Circumscripció (llista si en blanc) | Termini com a diputat | Càrrecs i responsabilitats                        |
|  | ------------------- | ----------------------------------- | --------------------- | ------------------------------------------------- |
|  | Russel Norman       |                                     | 2008-                 | - Home colíder del Partit Verd                    |
|  | Metiria Turei       |                                     | 2002-                 | - Dona colíder del Partit Verd                    |
|  | Steffan Browning    |                                     | 2011-                 |                                                   |
|  | David Clendon       |                                     | 2009-                 |                                                   |
|  | Catherine Delahunty |                                     | 2008-                 |                                                   |
|  | Julie Anne Genter   |                                     | 2011-                 |                                                   |
|  | Kennedy Graham      |                                     | 2008-                 |                                                   |
|  | Kevin Hague         |                                     | 2008-                 |                                                   |
|  | Gareth Hughes       |                                     | 2010-                 | - Líder Parlamentari del Partit Verd (Party Whip) |
|  | Jan Logie           |                                     | 2011-                 |                                                   |
|  | Mojo Mathers        |                                     | 2011-                 |                                                   |
|  | Denise Roche        |                                     | 2011-                 |                                                   |
|  | Eugenie Sage        |                                     | 2011-                 |                                                   |
|  | Holly Walker        |                                     | 2011-                 |                                                   |

### Nova Zelanda Primer (7)
Nova Zelanda Primer va rebre el 6,59% del vot, el qual els donava 8 escons. Ja que el partit no guanyà en cap circumscripció, tots els diputats van ser diputats de llista. Sis nous diputats del partit van ser elegits. Dos diputats de la quaranta-vuitena legislatura —ja que el partit no aconseguí la barrera electoral per a ser elegit per a la quaranta-novena legislatura— van ser reelegits. Un diputat fou expulsat, però al no resignar del parlament, Nova Zelanda Primer no va recuperar aquest escó i es quedà amb 7.
|  | Nom             | Circumscripció (llista si en blanc) | Termini com a diputat       | Càrrecs i responsabilitats                   |
|  | --------------- | ----------------------------------- | --------------------------- | -------------------------------------------- |
|  | Winston Peters  |                                     | 1978-1981; 1984-2008; 2011- | - Líder de Nova Zelanda Primer               |
|  | Tracey Martin   |                                     | 2011-                       |                                              |
|  | Denis O'Rourke  |                                     | 2011-                       |                                              |
|  | Richard Prosser |                                     | 2011-                       |                                              |
|  | Barbara Stewart |                                     | 2002-2008; 2011-            | - Líder Parlamentari del Partit (Party Whip) |
|  | Asenati Taylor  |                                     | 2011-                       |                                              |
|  | Andrew Williams |                                     | 2011-                       |                                              |

### Partit Maori (3)
El Partit Maori va rebre l'1,43% del vot, el qual es troba per sota de la barrera electoral del 5%. El Partit Maori va guanyar en tres circumscripcions i, per tant, tres diputats de circumscripció van ser elegits. El vot per partit d'1,43% els donaria dos escons i en guanyar en tres circumscripcions això causà un escó sobresortit, augmentant el nombre d'escons de la Cambra de Representants a 121.
|  | Nom               | Circumscripció (llista si en blanc) | Termini com a diputat | Càrrecs i responsabilitats |
|  | ----------------- | ----------------------------------- | --------------------- | --- |
|  | Pita Sharples     | Tāmaki Makaurau                     | 2005-                 | - Ministre pels Afers Maoris - Ministre Segon d'Educació - Ministre Segon de Correccions - Home Colíder del Partit Maori (fins al juliol de 2013) |
|  | Tariana Turia     | Te Tai Hauāuru                      | 1996-                 | - Ministra dels Afers dels Descapacitats - Ministra de la Salut Maori - Ministra Segona de Salut - Ministra Segona d'Habitatges - Ministra Segona de Desenvolupament Social - Ministra Segona d'Educació Terciària, Habilitats i Ocupació - Dona Colíder del Partit Maori |
|  | Te Ururoa Flavell | Waiāriki                            | 2005-                 | - Home Colíder del Partit Maori (des del juliol de 2013) |

### Partit Mana (1)
El Partit Mana va rebre l'1,08% del vot, el qual es troba per sota de la barrera electoral del 5%. El Partit Mana va guanyar en una circumscripció i, per tant, un diputat de circumscripció va ser elegit.
|  | Nom           | Circumscripció (llista si en blanc) | Termini com a diputat | Càrrecs i responsabilitats |
|  | ------------- | ----------------------------------- | --------------------- | -------------------------- |
|  | Hone Harawira | Te Tai Tokerau                      | 2005-                 | - Líder del Partit Mana    |

### ACT Nova Zelanda (1)
ACT Nova Zelanda va rebre l'1,07% del vot, el qual es troba per sota de la barrera electoral del 5%. El partit va guanyar en una circumscripció i, per tant, un diputat de circumscripció va ser elegit.
|  | Nom        | Circumscripció (llista si en blanc) | Termini com a diputat | Càrrecs i responsabilitats |
|  | ---------- | ----------------------------------- | --------------------- | --- |
|  | John Banks | Epsom                               | 1981-1999; 2011-      | - Líder d'ACT Nova Zelanda - Ministre de Reforma Regulatòria (fins a l'octubre de 2013) - Ministre d'Empreses Petites (fins a l'octubre de 2013) - Ministre Segon de Comerç (fins a l'octubre de 2013) - Ministre Segon d'Educació (fins a l'octubre de 2013) |

### Unit Futur (1)
Unit Futur va rebre el 0,60% del vot, el qual es troba per sota de la barrera electoral del 5%. El partit va guanyar en una circumscripció i, per tant, un diputat de circumscripció va ser elegit.
|  | Nom         | Circumscripció (llista si en blanc) | Termini com a diputat | Càrrecs i responsabilitats |
|  | ----------- | ----------------------------------- | --------------------- | --- |
|  | Peter Dunne | Ōhariu                              | 1984-                 | - Líder d'Unit Futur - Ministre de Rèdit (fins al juny de 2013) - Ministre Segon de Conservació (fins al juny de 2013) - Ministre Segon de Salut (fins al juny de 2013) |

### Independent (1)
Actualment hi ha un diputat independent, Brendan Horan, expulsat el desembre de 2012 de Nova Zelanda Primer.
|  | Nom           | Circumscripció (llista si en blanc) | Termini com a diputat | Càrrecs i responsabilitats |
|  | ------------- | ----------------------------------- | --------------------- | -------------------------- |
|  | Brendan Horan |                                     | 2011-                 |                            |

## Eleccions parcials
Des de l'inici de la cinquantena legislatura s'ha necessitat tan sols una elecció parcial. Aquesta va ser l'elecció parcial d'Ikaroa-Rāwhiti de 2013 per a reemplaçar la vacança causada per la mort del diputat Parekura Horomia; va tenir lloc el 29 de juny de 2013 i fou guanyada per Meka Whaitiri del Partit Laborista, qui d'aleshores és diputada per Ikaroa-Rāwhiti.